# Team LottoNL-Jumbo/2017
Deze pagina geeft een overzicht van de LottoNL-Jumbo-wielerploeg in 2017. 

## Algemeen
Algemeen manager: Merijn Zeeman
Ploegleiders: Frans Maassen, Addy Engels, Jan Boven, Louis Delahaye, Mathieu Heijboer, Grischa Niermann, Sierk Jan de Haan
Fietsmerk: Bianchi
Kopmannen: Dylan Groenewegen, Lars Boom, Steven Kruijswijk

## Renners
| Naam                  | Geboortedatum | Nationaliteit    | Ploeg 2016                  | Ploeg 2018                          |
| --------------------- | ------------- | ---------------- | --------------------------- | ----------------------------------- |
| Enrico Battaglin      | 17-11-1989    | Italië           |                             |                                     |
| George Bennett        | 07-04-1990    | Nieuw-Zeeland    |                             |                                     |
| Lars Boom             | 30-12-1985    | Nederland        | Astana Pro Team             |                                     |
| Koen Bouwman          | 02-12-1993    | Nederland        |                             |                                     |
| Victor Campenaerts    | 28-10-1991    | België           |                             | Lotto-Soudal                        |
| Twan Castelijns       | 23-01-1989    | Nederland        |                             | n.n.b                               |
| Stef Clement          | 24-09-1982    | Nederland        | IAM Cycling                 |                                     |
| Floris De Tier        | 20-01-1992    | België           | Topsport Vlaanderen-Baloise |                                     |
| Jos van Emden         | 18-02-1985    | Nederland        |                             |                                     |
| Robert Gesink         | 31-05-1986    | Nederland        |                             |                                     |
| Dylan Groenewegen     | 21-06-1993    | Nederland        |                             |                                     |
| Amund Grøndahl Jansen | 11-02-1994    | Noorwegen        | Team Joker                  |                                     |
| Martijn Keizer        | 25-03-1988    | Nederland        |                             |                                     |
| Steven Kruijswijk     | 07-06-1987    | Nederland        |                             |                                     |
| Steven Lammertink     | 04-12-1993    | Nederland        |                             | Vital Concept                       |
| Tom Leezer            | 26-12-1985    | Nederland        |                             |                                     |
| Bert-Jan Lindeman     | 16-06-1989    | Nederland        |                             |                                     |
| Juan José Lobato      | 29-12-1988    | Spanje           | Team Movistar               | contract ontbonden in december 2017 |
| Paul Martens          | 26-10-1983    | Duitsland        |                             |                                     |
| Daan Olivier          | 24-11-1992    | Nederland        |                             |                                     |
| Primož Roglič         | 29-10-1989    | Slovenië         |                             |                                     |
| Timo Roosen           | 11-01-1993    | Nederland        |                             |                                     |
| Bram Tankink          | 03-12-1978    | Nederland        |                             |                                     |
| Antwan Tolhoek        | 29-04-1994    | Nederland        | Roompot-Oranje Peloton      |                                     |
| Jurgen Van den Broeck | 01-02-1983    | België           | Team Katjoesja              | stopt                               |
| Gijs Van Hoecke       | 21-11-1991    | België           | Topsport Vlaanderen-Baloise |                                     |
| Alexey Vermeulen      | 16-12-1994    | Verenigde Staten |                             |                                     |
| Robert Wagner         | 17-04-1983    | Duitsland        |                             |                                     |
| Maarten Wynants       | 13-05-1982    | België           |                             |                                     |

## Belangrijkste overwinningen
| Ruta del Sol 4e etappe: Victor Campenaerts Ronde van de Algarve Eindklassement: Primož Roglič Dwars door West-Vlaanderen Jos van Emden Ronde van het Baskenland 4e etappe: Primož Roglič 6e etappe: Primož Roglič Ronde van Yorkshire 1e etappe: Dylan Groenewegen Ronde van Romandië 5e etappe: Primož Roglič Ronde van Noorwegen 2e etappe: Dylan Groenewegen 4e etappe: Dylan Groenewegen | Ronde van Californië Eindklassement: George Bennett Tour des Fjords 2e etappe: Timo Roosen Ronde van Italië 21e etappe: Jos van Emden Critérium du Dauphiné 3e etappe: Koen Bouwman Bergklassement: Koen Bouwman Ster ZLM Toer Proloog: Primož Roglič 1e etappe: Dylan Groenewegen 2e etappe: Dylan Groenewegen Ronde van Frankrijk 17e etappe: Primož Roglič 21e etappe: Dylan Groenewegen | Europese kampioenschappen wielrennen Tijdrit: Victor Campenaerts Ronde van de Ain 1e etappe: Juan José Lobato BinckBank Tour 5e etappe: Lars Boom Ronde van Groot-Brittannië 5e etappe: Lars Boom 7e etappe: Dylan Groenewegen Eindklassement: Lars Boom Ronde van Guangxi 5e etappe: Dylan Groenewegen |

Mannen: 1984 · 1985 · 1986 · 1987 · 1988 · 1989 · 1990 · 1991 · 1992 · 1993 · 1994 · 1995 · 1996 · 1997 · 1998 · 1999 · 2000 · 2001 · 2002 · 2003 · 2004 · 2005 · 2006 · 2007 · 2008 · 2009 · 2010 · 2011 · 2012 · 2013 · 2014 · 2015 · 2016 · 2017 · 2018 · 2019 · 2020 · 2021 · 2022 · 2023 · 2024 · 2025
Lijst van alle renners
Vrouwen: 2021 · 2022 · 2023 · 2024 · 2025
AG2R-La Mondiale · Astana Pro Team · Bahrain-Merida · BMC Racing Team · BORA-hansgrohe · Cannondale-Drapac · Team Dimension Data · FDJ · Katjoesja-Alpecin · Team LottoNL-Jumbo · Lotto Soudal · Movistar Team · Orica-Scott · Quick Step · Team Sky · Team Sunweb · Trek-Segafredo · UAE Team Emirates